# Tadas Rinkunas
Tadas Rinkunas, (nacido el 30 de marzo de 1991 en Kaunas, Lituania) es un jugador de baloncesto lituano. Con 1.95 de estatura, su puesto natural en la cancha es la de alero. Actualmente juega para el Glasgow Rocks de la liga BBL, la primera división británica.

## Trayectoria
La temporada 2016-17 formó parte de la plantilla del equipo lituano Panevezys Lietkabelis (Lietuvos Krepšinio Lyga) donde jugó un total de 37 partidos. Tadas acumula experiencia en diferentes equipos de la liga lituana y además participó en la Eurocup (siete partidos) promediando 3´9 puntos de media.
En agosto de 2017, firma por una temporada por el Unión Financiera Baloncesto Oviedo.

## Internacionalidad
Este alero lituano formó parte de la selección lituana Sub-18 y Sub-20.